# Gush Katif

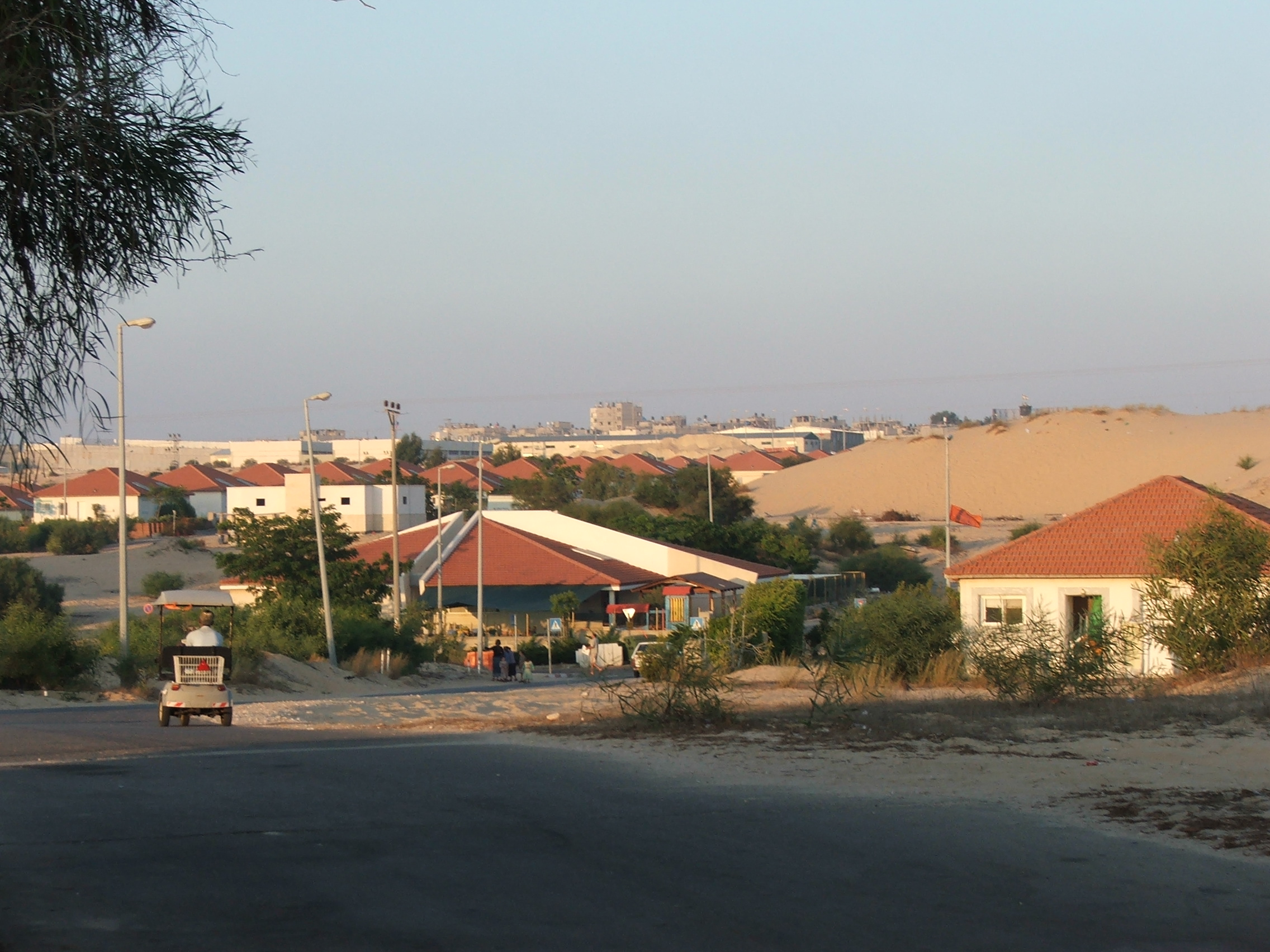
Abitazioni presso Neve Dekalim.

Gush Katif (in ebraico גוש קטיף‎?, letteralmente: Area del Raccolto) era un blocco di 17 insediamenti israeliani nel sud della striscia di Gaza. Nell'agosto 2005 gli 8.000 residenti di Gush Katif furono obbligati a lasciare l'area e le loro abitazioni vennero demolite, secondo il Piano di disimpegno unilaterale israeliano.

## Geografia
Gush Katif confinava a sud con Rafah ed il confine egiziano, ad est con Khan Yunis, a nord-est con Dayr al-Balah, e ad ovest e nord-ovest con Mar Mediterraneo. Gran parte di Gush Katif era situata su dune di sabbia che separavano l'entroterra dalla costa del mare.

## Insediamenti di Gush Katif
- Bedolah בדולח (let. Cristallo)
- Bnei Atzmon בני עצמון
- Gadid גדיד (let. raccolta di frutti di palma)
- Gan Or גן אור (let. Giardino di luce)
- Ganei Tal גני טל (let. Giardino di rugiada)
- Kfar Darom כפר דרום (let. Villaggio del Sud)
- Kfar Yam כפר ים (let. Villaggio del mare)
- Kerem Atzmona כרם עצמונה
- Morag מורג (let. Harvest scythe)
- Neve Dekalim נוה דקלים (let. Oasi delle Tre Palme)
- Netzer Hazani נצר חזני
- Pe'at Sade פאת שדה (let. l'estremo del campo)
- Katif קטיף (let. raccolta)
- Rafiah Yam רפיח ים
- Shirat Hayam שירת הים (let. Canzone del Mare)
- Slav שליו(lit. Perdersi d'animo)
- Tel Katifa תל קטיפא

Gli insediamenti di Gush Katif erano concentrati in un singolo blocco nella parte sud della striscia di Gaza, circondanti da una barriera difensiva.
Nel nord della striscia vi erano altri tre insediamenti (Elei Sinai, Dugit e Nisanit), ed un altro al centro (Netzarim).